# Campylandra verruculosa
Campylandra verruculosa là một loài thực vật có hoa trong họ Măng tây. Loài này được (Q.H.Chen) M.N.Tamura, S.Yun Liang & Turland mô tả khoa học đầu tiên năm 2000.